# Гігес
Гігес або Гіг (дав.-гр. Γύγης, ? —652 до н. е.) — 1-й цар Лідії з династії Мермнадів у 685–652 роках до н. е., син Даскіла.

## Життєпис
Став засновником династії Мермнадів. За одними відомостями від був капподокійським аристократом, за іншими лідійським. За царя Кандавл зробив гарну кар'єру, ставши одним з царських охоронців. Щодо приходу до влади Гігеса існує багато версій. Загалом вони зводяться до того, що він скинув Кандавла в результаті державного заколоту. Для зміцнення свого становища Гігес звернувся до Дельфійського оракула (при цьому спрямував багаті подарунки) щодо його прав на трон. Оракул підтвердив права Гігеса, а також усіх його нащадків. Водночас Гігес одружився з удовою Кандавла, яка ймовірно походила з царської династії правителів Мізії.
Зрештою Гігес міцно став почувати себе на троні. Після цього розпочав загарбницькі політику. Лідійці оволоділи частиною Фригії та Карії, Троадою, Місією, що забезпечило країні вихід до морських проток і торговельних шляхів у Причорномор'ї. Водночас гігес намагався поширити свою владу на грецькі міста Егейського моря. Було підкорено Колофон і Магнезію, але Смірна й Мілет вистояли. Того ж часу лідійський цар зумів зберегти з цими містами добрі стосунки. Також укладено союз із Ефесом. У шлюб з тираном цього міста Мелантом Старшим Гігес видав свою доньку.
Разом з цим Гігес стикнувся з кімерійцями, які вдерлися до Каппадокії. Тому спроба Гігеса вийти через центральну частину малої Азії та Кілікію до Східного Середземномор'я виявилася невдалою. Крім того, свою незалежність відстояла Пісідія. Для забезпечення миру на східних кордонах Гігес уклав нерівноправний союз з Ассирією. Утім, незабаром він уже уклав союз з Псамметіхом I, фараоном Єгипту, і Шамашшумукіном, царем Вавилону, маючи намір спільно з ними виступити проти Ассирії. Проте ассирійський володар Ашшурбанапал розгромив цю коаліцію.
У відповідь ассирійці підбурили проти Гігеса кімерійців. Невідомо як розгорталася ця війна. У 652 році до н. е. відбулася вирішальна битва між армією Гігеса та військом кімерійців на чолі із царем Дугдамме, в якій лідійці були вщент розбиті, а Гігес загинув. Владу перебрав на себе син Гігеса Ардіс II, При цьому більша частина Лідії була окупована.
За свідченням Георгія Агріколи Гігес володів золотими копальнями поблизу покинутого міста між Атарнеєю і Пергамом.